# 흰꼬리두나트
흰꼬리두나트(Sminthopsis granulipes)는 주머니고양이목 주머니고양이과에 속하는 유대류의 일종이다. 오스트레일리아 토착종으로 회백색두나트로도 불린다. 평균적인 전체 몸길이는 126~168mm이고 주둥이부터 항문까지 몸길이는 70~100mm, 꼬리 길이는 56~68mm이며, 몸무게는 18~35g 정도로 다양하다. 꼬리는 살이 쪄 있곤 하며, 항문 주위는 갈색을 띠고 꼬리 끝쪽으로 갈수록 희다.

## 분포 및 서식지
웨스턴오스트레일리아주의 두 군데에 떨어져서 발견되는 주머니고양이과 종이다. 한 곳은 서부 금광지대의 퍼스이고, 나머지 한 곳은 칼바리와 주리언 만 사이의 퍼스 북부 지역이다. 서식지는 해안가 히스 황야와 말리 유칼립투스가 있는 울창한 관목 지대에 산재해 있다.

## 습성
번식과 습성에 대해서는 잘 알려져 있지 않으며, 대개 야행성 생활을 하는 것으로 추정된다. 6월부터 8월 사이에 새끼를 낳고, 10월에 젖을 뗀다.

## 먹이
주로 곤충을 먹는다.